# Abito ecclesiastico
Nelle Chiese cristiane, l'abito ecclesiastico è il tipo di vestiario indossato dai membri del clero al di fuori dei riti liturgici. Questi abiti sono distintivi e simbolici, spesso riflettendo il ruolo e lo status dell'individuo all'interno della gerarchia ecclesiastica.
L'abito ecclesiastico varia tra le diverse tradizioni e denominazioni cristiane. Tuttavia, ci sono alcune caratteristiche comuni che possono essere riscontrate in molti contesti. Ad esempio, i vescovi e gli arcivescovi spesso indossano una mantellina detta "mozzetta" e un cappello a tesa larga chiamato "zucchetto". I preti possono indossare la tonaca, una veste lunga generalmente di colore nero, accompagnata da una cotta bianca e una stola.
Oltre agli abiti specifici per i vescovi e i preti, ci sono anche abiti ecclesiastici per altri membri del clero, come diaconi e suore. Questi abiti possono includere abiti talari, che sono vesti lunghe e ricoprenti che vengono indossate come segno di consacrazione e impegno religioso.
L'abito ecclesiastico ha una duplice funzione. Da un lato, serve a identificare il ruolo e lo status dei membri del clero all'interno della comunità religiosa. Dall'altro, l'abito ecclesiastico è anche un segno di umiltà e distacco dal mondo materiale, ricordando ai membri del clero la loro dedizione al servizio di Dio e della Chiesa.
È importante sottolineare che l'abito ecclesiastico è una pratica tradizionale e simbolica, ma non è un elemento essenziale per la vita e il ministero spirituale del clero. La sua adozione può variare da chiesa a chiesa, e alcuni membri del clero possono scegliere di non indossare abiti ecclesiastici nella loro vita quotidiana.

## Chiesa latina
Nella Chiesa latina gli abiti dei sacerdoti sono:
- la veste talare
- il clergyman
- la fascia
- la berretta
- il ferraiolo
- il tabarro

Oltre a questi, i canonici, i vescovi, i cardinali e il papa possono indossare anche:
- la pellegrina
- la mantelletta
- il saturno
- il galero
- la mozzetta
- il rocchetto
- lo zucchetto

Il codice di diritto canonico al can. 284 stabilisce l'obbligatorietà dell'abito ecclesiastico, demandando alle singole conferenze episcopali la definizione della forma che esso deve assumere:
In Italia la Conferenza Episcopale Italiana ha disposto nel 1983 che chi appartiene al clero debba indossare la veste talare o il clergyman. Tale normativa non è mai stata revocata, anche se di fatto viene spesso disattesa.

## Chiese orientali

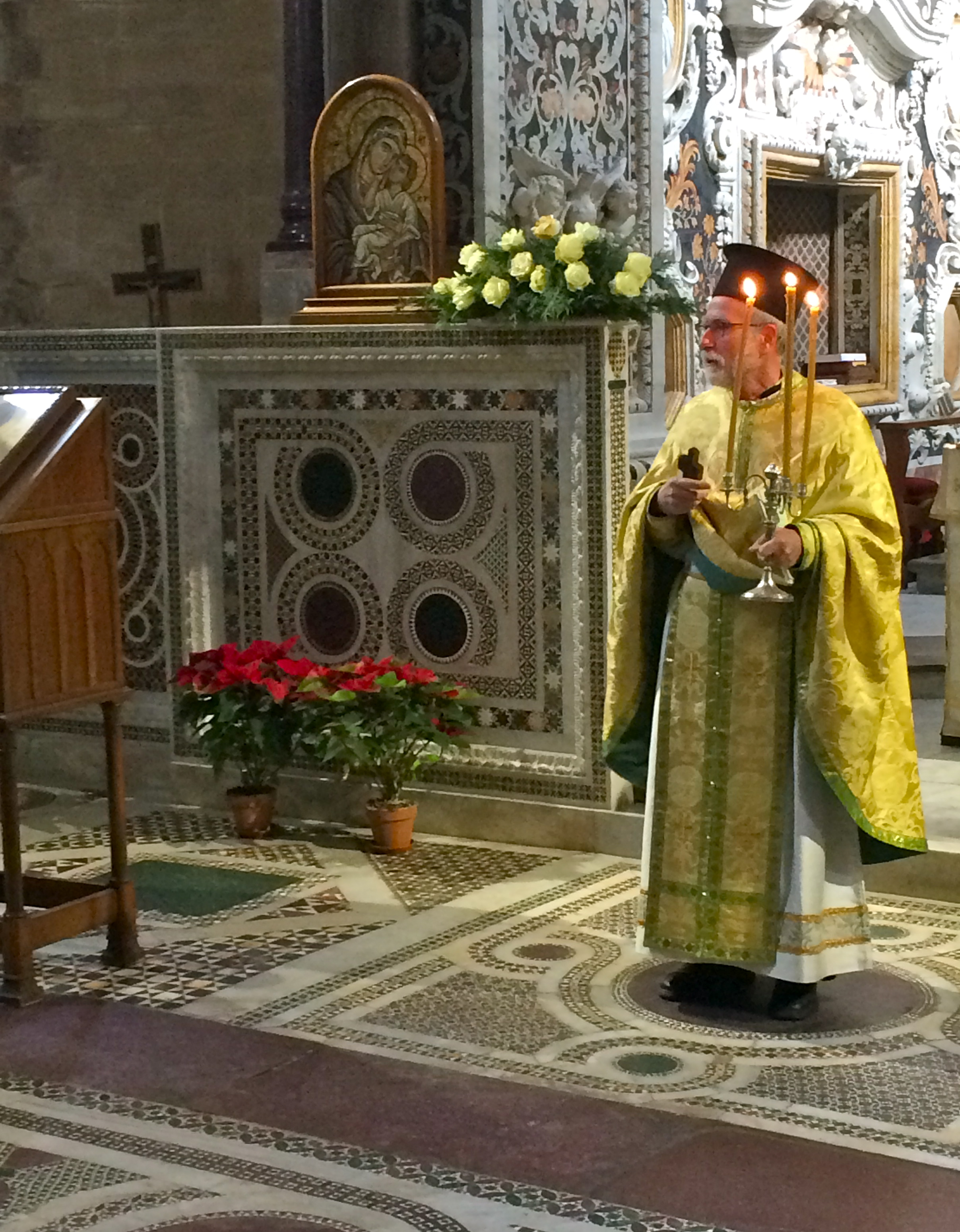
Sacerdote greco-cattolico della Chiesa Italo-Albanese

Nell'Oriente cristiano, sia ortodosso sia cattolico, l'abito è diverso a seconda della Chiesa di appartenenza; gli abiti più comuni sono:
- la veste talare
- la skufia
- la kamilavka
- l'apostolnik
- l'epanokalimavkion
- il kobluk

## Chiesa anglicana

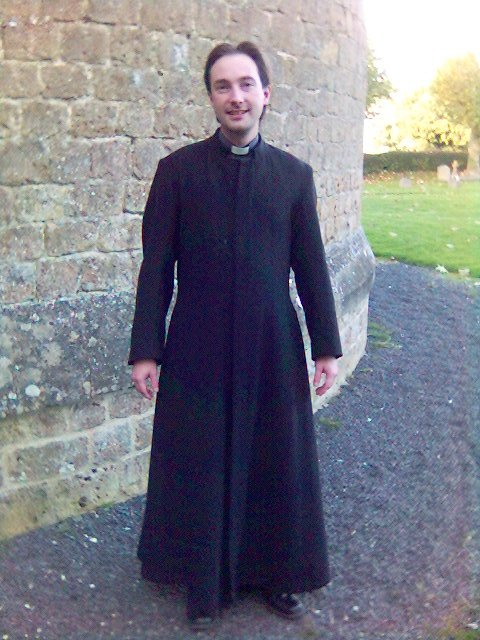
L'abito talare anglicano

Nella Chiesa anglicana gli abiti dei sacerdoti sono quasi identici a quelli cattolici, con qualche differenza. Ad esempio i preti anglicani preferiscono portare il collarino ecclesiastico che avvolge tutto il collo ed è molto più piccolo in larghezza, e preferiscono usare il clergyman. Un'altra differenza con il clero cattolico è ad esempio il colore della veste talare dei vescovi anglicani, che è interamente viola. Inoltre i vescovi e gli arcidiaconi possono anche indossare una talare più corta che arriva alle ginocchia, chiamata "apron" (che in inglese significa "grembiule").